# Шкуліпа Єфросинія Іванівна
Єфросинія Іванівна Шкуліпа (10 березня 1916, село Алтинівка, тепер Кролевецького району Сумської області — ?) — українська радянська діячка, зоотехнік, завідувач тваринницької ферми колгоспу «Більшовик» Конотопського району Сумської області. Депутат Верховної Ради СРСР 2—3-го скликань.

## Біографія
Народилася в селянській родині. Разом із батьками переїхала до села Чорноплатове Конотопського району.
Вступила до місцевого колгоспу «Більшовик». З 1932 року працювала ланковою колгоспу «Більшовик» Конотопського району Сумської області.
Під час німецько-радянської війни перебувала в евакуації, працювала в колгоспі Воронезької області РРФСР. У 1943 році повернулася на Сумщину.
З 1943 року — завідувач тваринницької ферми та член правління колгоспу «Більшовик» Конотопського району Сумської області. Працювала також заступником голови сільської ради.
Потім закінчила Путивльську зооветеринарну школу та Маловисторопський сільськогосподарський технікум Сумської області.
Після закінчення технікуму працювала зоотехніком Конотопського районного відділу сільського господарства.
У 1953—1957 роках — директор, у 1957—1962 роках — старший зоотехнік, завідувач цеху Конотопської інкубаторно-птахівничої станції Сумської області.
З 1962 року — завідувач виробничої інкубаторної станції колгоспу «Україна» Конотопського району Сумської області.
Потім — на пенсії у місті Конотопі Сумської області.

## Нагороди та звання
- медалі